# Budziszów Wielki (gromada)
Budziszów Wielki – dawna gromada, czyli najmniejsza jednostka podziału terytorialnego Polskiej Rzeczypospolitej Ludowej w latach 1954–1972.
Gromady, z gromadzkimi radami narodowymi (GRN) jako organami władzy najniższego stopnia na wsi, funkcjonowały od reformy reorganizującej administrację wiejską przeprowadzonej jesienią 1954 do momentu ich zniesienia z dniem 1 stycznia 1973, tym samym wypierając organizację gminną w latach 1954–1972.
Gromadę Budziszów Wielki z siedzibą GRN w Budziszowie Wielkim utworzono – jako jedną z 8759 gromad na obszarze Polski – w powiecie legnickim w woj. wrocławskim, na mocy uchwały nr 18/54 WRN we Wrocławiu z dnia 2 października 1954. W skład jednostki weszły obszary dotychczasowych gromad Budziszów Wielki, Budziszów Mały, Bielany, Jenków, Gątków (Gądków), Rębienica (Rębienice), Postolice, Kosiska i Sobolów (Sobolew) ze zniesionej gminy Wądroże Wielkie w tymże powiecie. Dla gromady ustalono 17 członków gromadzkiej rady narodowej.
1 lipca 1968 gromadę zniesiono, a jej obszar włączono do gromady Wądroże Wielkie w tymże powiecie.